# Łukoml
Łukoml (biał. Лукомль) – wieś na Białorusi, w obwodzie witebskim, w rejonie czaśnickim nad jeziorem Łukoml.
Prywatne miasto szlacheckie położone było w końcu XVIII wieku w powiecie witebskim w województwa witebskiego.
Wieś po raz pierwszy wzmiankowana w 1078, kiedy została spalona przez Włodzimierza II Monomacha. Pod koniec imperium rosyjskiego we wsi znajdował się kościół katolicki i prawosławny, dwie synagogi, szkoła i 8 sklepów. Znajdują się tu także pozostałości po fortyfikacjach.